# Álvaro Benamor
Álvaro Benamor Lopes OSE (Anjos, Lisboa, 4 de maio de 1907 – Lapa, Lisboa, 12 de setembro de 1976) foi um conhecido ator de Teatro português.

## Família
Filho de Artur Guilherme Lopes, natural de Lisboa (freguesia de São João da Praça), Proprietário da Loja Lopes & Maia, na Rua do Ouro, em Lisboa, que já não existia em 1990, mas que era comparável à Loja das Meias de então, e de sua mulher María de las Mercedes Isabella Raphaela de la Santísima Trinidad Benamor y Palma (conhecida como Mercedes Benamor Lopes), natural de Miranda de Ebro, em Espanha. Nasceu na freguesia dos Anjos, em Lisboa, a 4 de maio de 1907, tendo sido batizado na igreja paroquial dos Anjos a 14 de julho de 1907.
Era irmão mais novo de Aline Benamor Lopes, casada primeira vez com Fernando Medeiros, com geração (Fernando Benamor Lopes Medeiros, que viveu em São Paulo, São Paulo, onde foi Antiquário, solteiro e sem geração), e casada segunda vez com Mário Xavier, sem geração, Artur Benamor Lopes (Lisboa, 28 de abril de 1902 – Leipzig, Alemanha, 18 de agosto de 1930), falecido em Leipzig, Alemanha, com 28 anos, duma septicémia, quando estava praticando desenho animado, e Acácio Benamor Lopes (? – Lisboa, 1977), Negociante e Proprietário da Firma de decorações e antiguidades Benamor Lopes, em Lisboa, casado com Maria Ivone Guerra, com geração feminina (Sílvia Guerra Benamor Lopes, casada e com geração e Maria Júlia Guerra Benamor Lopes, Gerente da Firma Benamor Lopes, casada e com geração) e irmão mais velho de Daisy Benamor Lopes, que viveu em São Paulo, São Paulo, solteira e sem geração.
Sua mãe era irmã mais nova de María del Carmen Benamor y Palma ou Carmen Benamor, solteira e sem geração, e irmã mais nova de Joseph ou José (Pepe) Benamor y Palma (c. 1870 - c. 1950), falecido com 80 anos, solteiro e sem geração. O seu avô materno Gabizon Benamor, nascido em Gibraltar c. 1840, foi Intérprete da Corte de Madrid, em Espanha; casou com sua avó materna, uma Dama da Corte Espanhola, de apelido de Palma, e a Rainha D. Maria Cristina de Habsburgo-Lorena foi Madrinha do casamento.

## Biografia
Notabilizou-se como ator versátil, foi diretor e encenador, dedicando toda a sua vida ao Teatro.
Fez parte integrante de várias companhias teatrais de relevo, entre as quais a Companhia Rey Colaço–Robles Monteiro, a companhia da actriz Maria Matos e a Companhia Nacional de Teatro. No Museu do Teatro em Lisboa há três grandes cartazes com a fotografia de Álvaro Benamor e de Amélia Rey Colaço na peça O Romance, de Edward Sheldon, representada pela Companhia Rey Colaço-Robles Monteiro no Teatro da Trindade, em Lisboa, em 1928. Também representou no Teatro Nacional D. Maria II.
A sua última actuação em palco aconteceu na Casa da Comédia, na última peça em que representou, A Dança da Morte, de August Strindberg, encenada por Jorge Listopad, em 1975. Foi Professor do Conservatório Nacional de Lisboa e ficou também ligado ao teatro radiofónico e à encenação para a televisão.
Vicente Blanco Ibáñez, seu contemporâneo, escreveu Luna Benamor, sobre a sua família. Foi feito Oficial da Ordem Militar de Sant'Iago da Espada a 16 de Março de 1973.
Morreu a 12 de setembro de 1976, aos 69 anos, vítima de cancro na próstata, na freguesia da Lapa, em Lisboa, onde era residente na Rua de Santana à Lapa, n.º 24, 4.º direito. Foi inicialmente sepultado no Cemitério dos Prazeres, em Lisboa, tendo sido transladado em 1981 para o Cemitério de Oeiras.
Em 1999, o Município de Lisboa atribuiu o seu nome a uma Rua da cidade, na Freguesia de Carnide.

## Casamentos e descendência
Casou primeira vez em Lisboa, na 3.ª Conservatória do Registo Civil, a 30 de março de 1931, com Clementina da Glória da Assunção Ferraz (Lisboa, 1913 - d. 1990), natural de Vieira do Minho (freguesia de Mosteiro), filha de Miguel Jácome Gomes Ferraz, aspirante das Finanças, natural de Tomar (freguesia de Santa Maria dos Olivais), e de Maria Nazaré Rodrigues da Assunção Ferraz, oficial dos Correios e Telégrafos, natural de Albergaria-a-Velha (freguesia de Valmaior). Teve por padrinho de casamento Augusto Manuel Farinha Beirão, filho do pai homónimo, Augusto Manuel Farinha Beirão, então comandante-geral da Guarda Nacional Republicana, que desempenhou um importante papel na consolidação do regime do Estado Novo. Por sentença de 12 de outubro de 1943, o casamento foi dissolvido por divórcio, com fundamento em adultério do marido (n.º 2) e abandono completo do domicílio conjugal por um período mínimo de três anos (n.º 5), nos termos do artigo 4.º da lei do divórcio de 1910.
Deste casamento, teve duas filhas gémeas:
- Maria Margarida Ferraz Benamor (Lisboa, 1933), gémea com a posterior, Licenciada e Professora de Liceu, casada com Hermínio Almeida Marvão (Estremoz, c. 1920 - Lisboa, 5 de Junho de 2012), Licenciado, Economista, que pertenceu à Direcção Central do Movimento de Unidade Democrática (MUD)-Juvenil e foi preso político durante quatro anos e meio, Diretor de Planeamento Económico da Shell e Delegado do Governo da Soponata - Sociedade Portuguesa de Navios Tanques, onde assumiu posteriormente a Presidência do Conselho de Administração, cujo corpo esteve em câmara ardente na Basílica da Estrela, em Lisboa, donde saiu a 6 de Junho de 2012 para o Cemitério do Alto de São João, onde foi cremado,[8] do qual teve dois filhos: 
  - João Alexandre Benamor Marvão (Lisboa, 1964), Produtor da SIC, casado em Lisboa em 1986 com Carlota de Serpa Corte-Real, da qual tem dois filhos: 
    - Catarina  Corte-Real Benamor Marvão (Lisboa, 1986)
    - Francisco Corte-Real Benamor Marvão (Lisboa, 1990)

e o outro filho:
Pedro Miguel Benamor Marvão (Lisboa, 1966), Advogado, Divorciado e atualmente em União de Facto com Rita da Silva Carvalho Correia Dias, da qual nasceu um filho:
- Bernardo da Silva Carvalho Benamor Marvão

A segunda gémea foi:
- Maria Manuela Ferraz Benamor (Lisboa, 1933), gémea com a anterior, solteira e sem geração

Casou segunda vez em Lisboa, na 5.ª Conservatória do Registo Civil, a 12 de fevereiro de 1944, com Ana Maria Arroio Barreira, empregada de escritório, então de 30 anos, natural de Lisboa (freguesia da Lapa), filha do Prof. Doutor João Barreira, médico e professor universitário de Arqueologia e História da Arte, natural de Chaves, e de Maria José Arroio Barreira, doméstica, natural de Lisboa (freguesia de São Mamede).